# Zanna, Don't!
Zanna Don't! (sottotitolato A Musical Fairy Tale/Un musical da favola) è un musical con musiche di Tim Acito e libretto di Acito e Alexander Dinelaris, che ha debuttato nell'Off Broadway nel 2003.
Dopo un'anteprima al Theater Row nel 2002, il musical ha debuttato il 20 marzo 2003 al John Houseman Theater ed è rimasto in cartellone per 117 repliche. Il musical è andato in scena anche in Italia, al Teatro Sala Uno di Roma nel 2010.

## Trama
Il musical è ambientato nella cittadina americana di Heartsville, in un tempo non specificato. Nonostante non venga menzionato il periodo, la vicenda avviene durante un anno scolastico, dall'inizio delle lezioni alla fine. L'America di Zanna Don't! è immaginaria: l'omosessualità è l'orientamento sessuale più comune, gli eterosessuali sono vittime di eterofobia. Nonostante ciò, il mondo è equivalente al nostro, con riferimenti a Star Trek, Internet, Wayne Gretzky e molte altre persone, cose o idee. L'azione si svolge soprattutto al liceo di Heartsville, protagonisti sono gli studenti.
Tornando tra i banchi di scuola, Tank, studente e dj, ricorda che Zanna è alla ricerca di persone che hanno amore in eccesso da donare perché single (Who's Got Extra Love?). Zanna trova il nuovo studente Steve Bookman (un quarterback) in disparte. Zanna gli fa conoscere Mike Singer, campione di scacchi ed idolo della scuola (nel mondo immaginario i giocatori di scacchi sono dei sex symbol, quelli di football delle nullità). Scoppia presto l'amore tra i due (I Think We Got Love).
Intanto, Kate Aspero, ragazza spesso sottovalutata, si innamora di Roberta, una cameriera part-time. Kate cerca inizialmente di non farsi aiutare da Zanna a trovare l'anima gemella, dichiarando di essere impegnata in attività molto più gratificanti, mentre Roberta sembra destinata ad essere ripetutamente tradita. Roberta si lamenta dell'amore in I Ain't Got Time, sopportata e supportata dalle clienti del bar in cui lavora. Motivata dalla magia di Zanna, Roberta stupisce talmente Kate (Ride 'Em) da diventare la sua ragazza.
Zanna, contento del successo, si prepara ad andare a letto (Zanna's Song) dando la buona notte alla sua bacchetta magica e salutando la sua amica pennuta Cindy, che sta migrando per Fort Lauderdale.
Il giorno dopo i ragazzi decidono di realizzare un musical sul tema dell'eterosessualità nell'esercito. Il loro spettacolo include le canzoni Be A Man, in cui vengono citati i più grandi personaggi omosessuali della storia (tra cui Leonardo Da Vinci, Alessandro il Grande, gli antichi Greci), e Don't Ask, Don't Tell, una canzone volutamente triste e deprimente su una coppia eterosessuale che deve nascondere il proprio amore nell'esercito.
Nella ripresa di Don't Ask, Don't Tell, Kate e Steve scoprono di provare dei sentimenti reciproci, cosa che intendono assolutamente nascondere, data l'eterofobia della città in cui vivono.
Passa del tempo. Nel bar I'm Okay, You're Okay Corral Mike chiede a Steve di trasferirsi da lui dopo il diploma, ma Steve, confuso e spaventato, evita l'argomento dicendo di voler andarci piano. Tre clienti abituali del bar, Tex, Bronco e Loretta, insistono nel dire che l'amore vero è quello che si consuma velocemente (Fast). Steve si allontana da Mike, che descrive il comportamento inaffidabile del fidanzato nel brano I Could Write Books. Dopo si scopre che Zanna prova dei sentimenti per Steve.
I comportamenti bizzarri di Kate e Steve portano Mike e Roberta a chiedersi in tono scherzoso se non fosse meglio fidanzarsi tra loro (Don't You Wish We Could Be In Love?), ma la canzone briosa acquista toni cupi quando Kate, Steve e Zanna si uniscono per riflettere in disparte sulle loro relazioni.
L'azione si sposta al Campionato di Scacchi. Steve promette di scambiarsi gli anelli di fidanzamento con Mike dopo la partita, mentre Kate si sforza di essere una perfetta fidanzata per Roberta. L'esitazione di Mike porta Roberta a fare un tifo sfegatato (Whatcha Got?) che aiuta Mike a vincere il torneo.
Ma dopo la vittoria Mike e Kate si baciano, gettando tutta la città nel chaos. Mike, Steve, Kate, e Roberta sono devastati (Do You Know What It's Like?). Kate e Steve si imbattono nei compagni di scuola Candi e Arvin, che tendono ad allontanarsi dalla neo-coppia eterosessuale. Destinati a vivere una vita di insulti e cattiverie Kate e Steve pianificano insieme la loro fuga da Heartsville. Zanna, preoccupato per loro, trova un incantesimo che rende il mondo un posto sicuro per gli etero, anche se questo causa la perdita dei suoi poteri e un possibile deterioramente dello stile e del senso della moda dappertutto. Zanna decide di pronunciare comunque la formula, dichiarando che ciò che viene fatto per amore non può nuocere ("'Tis a Far, Far Better Thing I Do/Blow Winds").
L'incantesimo funziona, ma non come Zanna aveva immaginato. Kate e Steve sono re e regina del ballo della scuola e tutti cantano di essere fieramente eterosessuali (Straight To Heaven). Zanna adesso è discriminato per la sua evidente omosessualità e nessuno dei suoi amici ricorda la sua vita prima che la formula venisse pronunciata. Zanna riflette sulla sua nuova condizione, sperando che un giorno qualcuno possa innamorarsi di lui (Someday You Might Love Me). Gli studenti, ascoltando la canzone, si rendono conto di aver sbagliato nel discriminare il loro amico di sempre e riprendono a cantare Straight to Heaven, questa volta coinvolgendo Zanna. Il ballo è un successo e Zanna viene invitato ad un party, ma lui decide di restare da solo per un po'. Mentre torna a casa, proprio come in Cenerentola, Zanna perde una scarpa e Tank gli corre dietro per restituirgliela. Il ragazzo rivela a Zanna di ricordare come fosse la vita prima dell'incantesimo e di essere innamorato di lui, cantando il brano Sometime, Do You Think We Could Fall In Love?.
Tutto il cast si unisce alla nuova coppia per la ripresa di Sometime, Do You Think... mentre cala il sipario.

## Personaggi e interpreti
Tra parentesi i nomi degli originali interpreti americani e quelli italiani. Se non viene specificato, i personaggi sono studenti liceali. 
- Zanna (Jai Rodriguez, New York - Emanuele Revalente, Italia) - Il magico Cupido. Ha trascorso la sua vita a fare da Paraninfo agli altri, tralasciando la sua vita amorosa. I suoi migliori amici sono l'uccellina Cindy e la sua bacchetta magica.
- Tank (Robb Sapp, New York - Nicola Sorrenti, Italia) - Un dj dolce e sensibile che si descrive come "un ragazzo intrigante a modo suo, a volte bello, non così principesco" che tiene molto a Zanna, ma viene ignorato da lui per la maggior parte dello spettacolo.
- Kate (Shelley Thomas, New York - Stefania Paternò, Italia) - Una ragazza spesso sottovalutata che sogna una laurea in medicina e tiene nascosta la sua latente eterosessualità fidanzandosi con Roberta. Capitano di una squadra di ragazze che "cavalca il toro meccanico".
- Roberta (Anika Larsen, New York - Lucia Radicchi, Italia) - Cameriera di un bar nel tempo libero, Roberta è sfigata in amore. Le sue fidanzate solitamente la lasciano "il giorno dopo". Il suo miglior amico è Mike.
- Steve (Jared Zeus, New York - Enrico Gimelli, Italia) - Nuovo studente liceale, i suoi due padri sono comandanti nell'esercito. Ha trascorso la sua vita trasferendosi spesso, non potendo così stringere rapporti seri con nessuno. Lui è il quarterback nella squadra di football.
- Mike (Enrico Rodriguez, New York - Daniele Brenna, Italia) - Campione di scacchi e sex symbol della scuola, Mike è un ragazzo dell'animo buono e modesto. La sua migliore amica è Roberta.
- Candi (Amanda Ryan Paige, New York - Micaela Ester Perardi, Italia) - Ragazza sveglia e autoritaria, presidentessa del Drama Club, sa tutto di tutti.
- Arvin (Darius Nichols, New York - Rosario Gualtieri, Italia) - Amico di Candi, le sue opinioni vengono sottovalutate, se non addirittura ignorate, dalla ragazza.
- Bronco, Tex, e Loretta - Interpretati dagli stessi interpreti di Arvin, Tank, e Candi- Clienti assidui del bar, cantano di come l'amore vada vissuto e consumato in fretta.

## Musiche
- Who's Got Extra Love?
- I Think We Got Love
- I Ain't Got Time
- Ride 'Em
- anna's Song
- 'Be a Man
- Don't Ask, Don't Tell
- Fast
- I Could Write Books
- Don't You Wish We Could Be In Love?
- Whatcha Got'
- Do You Know What It's Like?
- 'Tis a Far, Far Better Thing I Do
- Blow Winds
- Straight To Heaven
- Someday You Might Love Me
- Straight to Heaven (Reprise)
- Sometime, Do You Think We Could Fall in Love?
- Finale